# Liste der Bodendenkmäler in Neunkirchen-Seelscheid
Die folgende Liste enthält die offiziellen Bodendenkmäler auf dem Gebiet der Gemeinde Neunkirchen-Seelscheid im Rhein-Sieg-Kreis, Nordrhein-Westfalen (Stand: April 2021)
| Bild | Bezeichnung                             | Lage                                                         | Beschreibung                            | Bauzeit | Eingetragen seit | Denkmal- nummer          |
| ---- | --------------------------------------- | ------------------------------------------------------------ | --------------------------------------- | ------- | ---------------- | ------------------------ |
|      | „Alte Burg“                             | Seelscheid Bei Heister                                       | Früh-mittelalterliche Burganlage        |         | 26.11.1984       | B 1, SU 017              |
|      | „Landwehr“ bei Heister                  | Herkenrath Meisterhofen                                      | Ehem. grenzsichernde Befestigungsanlage |         | 18.10.1984       | B 2, SU 015              |
|      | Dammanlage                              | Seelscheid Rengert                                           | Reste eines ehem. Fischteiches          |         | 08.07.1985       | B 3, SU 016              |
|      | Trigonometrischer Punkt KGD Rillenstein | Seelscheid Vor Bergstraße 58 und 60                          | Historische Vermessungsgrundlage        |         | 13.12.1995       | B 4, TP Nr. 5109-0-02201 |
|      | Brunnen                                 | Seelscheid Wahnbachtalsperre (geflutetes Objekt)             | Ehemals öffentliche Wasserversorgung    |         | 01.06.1994       | B 5, SU 159              |
|      | Wüstung Lüttersmühle, Hillenhof         | Herkenrath / Wolperath Wahnbachtalsperre (geflutetes Objekt) |                                         |         |                  | B 6, SU 241              |
|      | Wüstung Ölmühle                         | Wolperath Wahnbachtalstr. Ecke B 507 in Richtung Hausermühle |                                         |         |                  | B 7, SU 242              |
|      | Wüstung Herkenrather Mühle              | Herkenrath / Söntgerath                                      |                                         |         |                  | B 8, SU 243              |